# Phillip Noyce

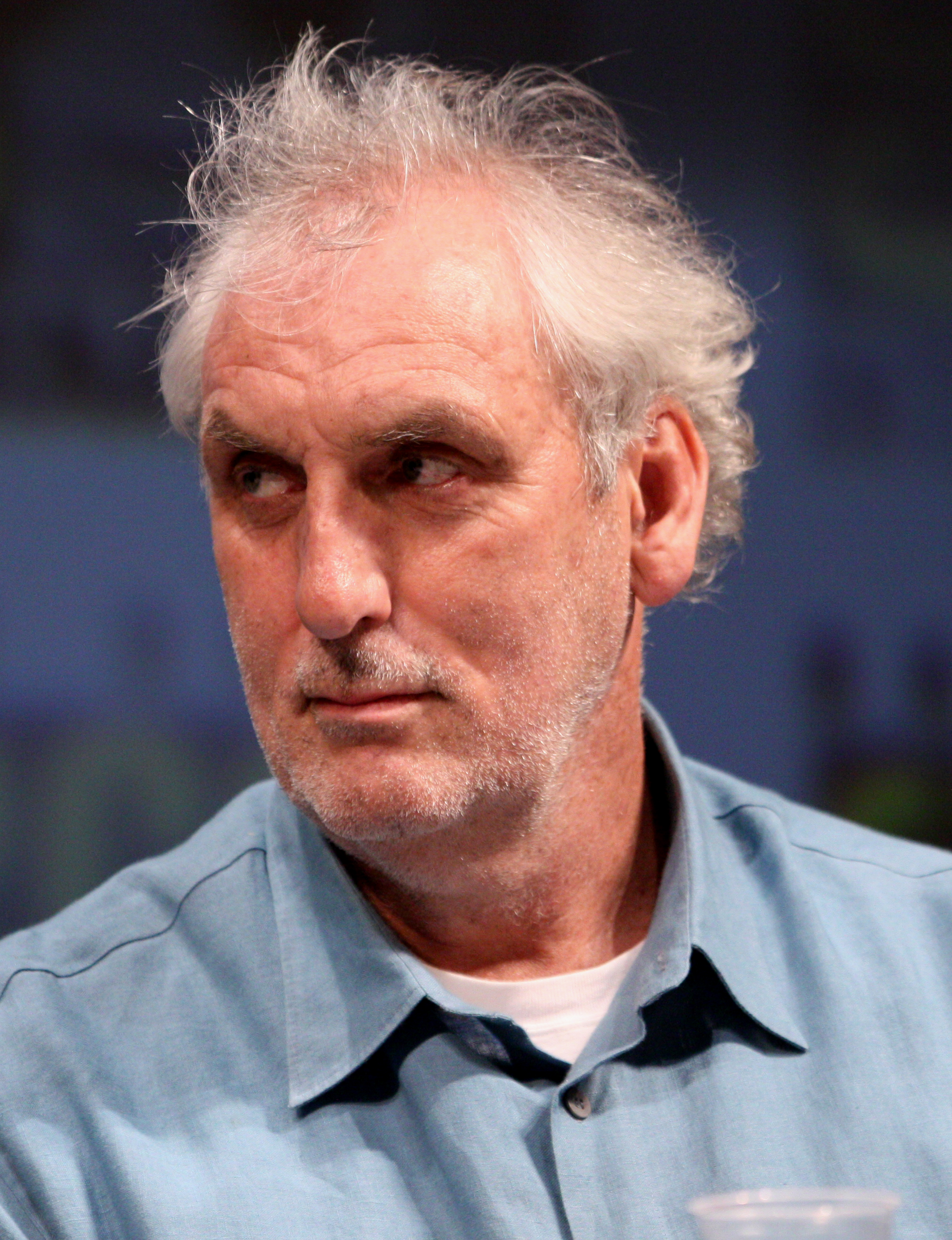
Phillip Noyce (2010)

Phillip Noyce (* 29. April 1950 in Griffith in New South Wales) ist ein australischer Regisseur.

## Leben und Wirken
Noyce zog im Alter von 12 Jahren nach Sydney. Er drehte die ersten Kurzfilme als 18-Jähriger, dann studierte er ab 1973 an der Australian Film, Television and Radio School. Für einen seiner ersten Kurzfilme, den Dokumentarfilm Castor and Pollux, erhielt er als junger Absolvent der Filmhochschule bereits die Auszeichnung „Bester Australischer Kurzfilm des Jahres“. Seinen ersten abendfüllenden Spielfilm Backroads inszenierte er 1977, gefolgt von dem Film Nachrichtenkrieg (1978), für den er zahlreiche australische Filmpreise gewann. Filme wie In der Hitze des Zorns (1981) mit Judy Davis, Schatten eines Pfaus (1987) und vor allem Todesstille (1989) mit Nicole Kidman, Sam Neill und Billy Zane in den Hauptrollen ließen ihn schnell international bekannt werden, so dass er Anfang der 1990er Jahre nach Hollywood ging.
Mit Die Stunde der Patrioten (1992) etablierte er sich auch in den Vereinigten Staaten als Star-Regisseur, so dass er fortan Blockbuster mit namhaften Hollywood-Schauspielern inszenieren durfte. Mit Sharon Stone drehte er Sliver, mit Harrison Ford Das Kartell, mit Val Kilmer und Elisabeth Shue The Saint – Der Mann ohne Namen, mit Denzel Washington und Angelina Jolie Der Knochenjäger. Danach kehrte er in seine Heimat zurück und drehte 2002 Long Walk Home. Im selben Jahr folgte mit Michael Caine und Brendan Fraser Der stille Amerikaner, die Verfilmung eines Klassikers der Polit-Thriller-Literatur des Schriftstellers Graham Greene. Der Film war kein großer kommerzieller Erfolg, erhielt jedoch wie Noyce und Caine hohe Anerkennung bei den Kritikern und zahlreiche Nominierungen.
In den 2000er Jahren war Noyce wieder vermehrt für das Fernsehen tätig. So inszenierte er 2011 zwei Folgen der Serie Revenge und drehte zwei Fernsehfilme.
In den Filmen Sliver und Der Knochenjäger ist Noyce in Cameo-Auftritten zu sehen.
2002 wurde er vom National Film Board mit der Auszeichnung „Bester Regisseur des Jahres 2002“ gekürt.
Noyce ist in dritter Ehe verheiratet. Seine erste Frau war in den 1970er Jahren die Filmproduzentin Jan Chapman.

## Filmografie (Auswahl)
- 1977: Backroads
- 1978: Nachrichtenkrieg (Newsfront)
- 1981: In der Hitze des Zorns (Heatwave)
- 1984: Hitchhiker I – Regie der 3. Episode
- 1984: Hitchhiker IV – Regie der 2. Episode
- 1987: Schatten eines Pfaus (Shadow of the Peacock, auch Echoes of Paradise)
- 1988: Blinde Wut (Blind Fury)
- 1989: Todesstille (Dead Calm)
- 1992: Die Stunde der Patrioten (Patriot Games)
- 1993: Sliver
- 1994: Das Kartell (Clear and Present Danger)
- 1997: The Saint – Der Mann ohne Namen (The Saint)
- 1999: Der Knochenjäger (The Bone Collector)
- 2002: Der stille Amerikaner (The Quiet American)
- 2002: Long Walk Home (Rabbit-Proof Fence)
- 2006: Catch a Fire
- 2010: Salt
- 2014: Hüter der Erinnerung – The Giver (The Giver)
- 2016: Roots (Fernsehserie) 1 Folge
- 2019: Above Suspicion
- 2021: The Desperate Hour – Jede Minute zählt (The Desperate Hour)
- 2023: Fast Charlie